# Sahel Chamali
Sahel Chamali (àrab الساحل الشمالي) és una comuna rural de la prefectura de Tanger-Assilah de la regió de Tànger-Tetuan-Al Hoceima. Segons el cens de 2014 tenia una població total de 5.358 persones. Comprèn el llogaret de Mejlaw (ⵎⵊⵍⴰⵡ).